# Seznam dílů seriálu Čarodějky
Toto je seznam dílů seriálu Čarodějky. Americký dramatický seriál Čarodějky byl premiérově vysílán v letech 1998–2006 na stanici The WB. Celkem vzniklo 178 dílů v osmi řadách.

## Přehled řad
| Řada | Díly | Premiéra v USA | Premiéra v USA  | Premiéra v ČR     | Premiéra v ČR    |
| Řada | Díly | První díl      | Poslední díl    | První díl         | Poslední díl     |
| ---- | ---- | -------------- | --------------- | ----------------- | ---------------- |
| 1    | 22   | 7. října 1998  | 26. května 1999 | 9. září 2000      | 1. prosince 2000 |
| 2    | 22   | 30. září 1999  | 18. května 2000 | 23. srpna 2002    | 26. září 2002    |
| 3    | 22   | 5. října 2000  | 17. května 2001 | 15. dubna 2004    | 14. května 2004  |
| 4    | 22   | 4. října 2001  | 16. května 2002 | 17. května 2004   | 15. června 2004  |
| 5    | 23   | 22. září 2002  | 11. května 2003 | 5. listopadu 2004 | 8. prosince 2004 |
| 6    | 23   | 28. září 2003  | 16. května 2004 | 9. prosince 2004  | 19. ledna 2005   |
| 7    | 22   | 12. září 2004  | 22. května 2005 | 18. prosince 2007 | 25. ledna 2008   |
| 8    | 22   | 25. září 2005  | 21. května 2006 | 28. ledna 2008    | 26. února 2008   |

## Seznam dílů

### První řada (1998–1999)
Hlavní postavy
- Shannen Doherty jako Prue Halliwellová
- Holly Marie Combs jako Piper Halliwellová
- T. W. King jako Andy Trudeau
- Dorian Gregory jako Darryl Morris
- Alyssa Milano jako Phoebe Halliwellová

| Č. v seriálu | Č. v řadě | Původní název                        | Český název                | Režie              | Scénář                                                       | Premiéra v USA     | Premiéra v ČR      |
| --- | --------- | ------------------------------------ | -------------------------- | ------------------ | ------------------------------------------------------------ | ------------------ | ------------------ |
| 1 | 1         | Something Wicca This Way Comes       | Všechno zlé pro něco dobré | John T. Kretchmer  | Constance M. Burge                                           | 7. října 1998      | 9. září 2000       |
| Phoebe se z New Yorku vrátí do San Franciska, do domu po babičce ke svým dvěma starším sestrám. Během noci se ale začnou dít magické věci. Vše začíná, když Phoebe objeví na půdě ve staré truhle knihu a přečte z ní první stranu. Netuší ale, že jde o Knihu Stínů po jejich babičce – čarodějnici, a že přečetla kouzlo na aktivování moci všech tří sester. Druhý den dívky objevují své schopnosti. Prue dokáže pohybovat věcmi pomocí mysli, Piper zastavuje čas a Phoebe vidí do budoucnosti. Jejich hlavním posláním je ale bojovat proti silám temna a démonům. První je brzy navštíví, k překvapení všech je jím Pipeřin přítel Jeremy. |           |                                      |                            |                    |                                                              |                    |                    |
| 2 | 2         | I've Got You Under My Skin           | Až na kůži                 | John T. Kretchmer  | Brad Kern                                                    | 14. října 1998     | 16. září 2000      |
| Sestry se seznamují se svými novými schopnostmi. Piper má obavy z faktu, že je čarodějka. Bojí se, že její schopnosti patří zlým silám. Phoebe své schopnosti naopak využije na číselnou loterii, neboť v předtuše vidí, jaká čísla padnou. Prue se uchází o práci v aukční síni. Vše se zkomplikuje, když přijde další démon, který, jak se později ukáže, krade mladým dívkám mládí. Do nebezpečí se dostane i Phoebe. |           |                                      |                            |                    |                                                              |                    |                    |
| 3 | 3         | Thank You for Not Morphing           | Návrat                     | Ellen Pressman     | Chris Levinson a Zack Estrin                                 | 21. října 1998     | 23. září 2000      |
| Do města se vrací Victor, otec sester. Phoebe a Piper jsou nadšené, Prue ale tátu odmítá, protože mu nedokáže odpustit, že je před lety opustil. Victor ví o schopnostech svých dcer a bojí se o ně. Proto má v plánu ukradnout knihu a zbavit je magické moci. Není však sám, neboť po knize jdou i démoni, kteří mění tvář. |           |                                      |                            |                    |                                                              |                    |                    |
| 4 | 4         | Dead Man Dating                      | Rande s duchem             | Richard Compton    | Javier Grillo-Marxuach                                       | 28. října 1998     | 30. září 2000      |
| Sestry kontaktuje duch mladíka Marka, který byl zavražděn. Potřebuje pomoc, jinak si jeho duši vezme démon do pekel. Piper chce Markovi pomoci, ale začne k němu cítit něco víc. |           |                                      |                            |                    |                                                              |                    |                    |
| 5 | 5         | Dream Sorcerer                       | Čaroděj snů                | Nick Marck         | Constance M. Burge                                           | 4. listopadu 1998  | 7. října 2000      |
| Andy a Darryl řeší záhadné smrti žen, které zemřely ve spánku a měly polámané kosti. Brzy se však ukáže, že v tom má prsty smrtelník, který se umí dostat do snů, manipulovat jimi a zabíjet v nich. Jeho dalším cílem je Prue. Ta se snaží neusnout, ale nakonec se tomu nevyhne, neboť skončí po autonehodě v bezvědomí. Dotyčného musí ve snu porazit. Piper a Phoebe si mezitím zahrávají s magií a vyvolávají si ideální partnery. Kouzlo se jim ale brzy začne vymykat kontrole. |           |                                      |                            |                    |                                                              |                    |                    |
| 6 | 6         | The Wedding from Hell                | Ďábelský sňatek            | Richard Ginty      | Greg Elliot a Michael Perricone                              | 11. listopadu 1998 | 14. října 2000     |
| Piper má za úkol připravit hostinu na svatbu jedné bohaté ženy. Brzy se dozví, že se v rodině dějí zvláštní věci. Původní nevěstu ženich zničehonic vystřídal za zákeřnou a podlou Jade. Jak se ukáže, jde o démonku, která ženicha začarovala a která má jediný cíl – zplodit potomka zla. |           |                                      |                            |                    |                                                              |                    |                    |
| 7 | 7         | The Fourth Sister                    | Čtvrtá sestra              | Gilbert Adler      | Edithe Swensen                                               | 18. listopadu 1998 | 21. října 2000     |
| Zlá čarodějnice Kali chce získat síly sester, Moc tří. Jelikož je uvězněna v zrcadle, nemůže ji získat sama, a tak zneužije mladou dívka Avivu. Navede ji, aby se mezi sestry infiltrovala pomocí jejich kočky a pak získala jejich moc. Všechno jde tak, jak má, dokud nezačne Aviva protestovat. Kali musí vzít vše do svých rukou a sestry zničit sama. |           |                                      |                            |                    |                                                              |                    |                    |
| 8 | 8         | The Truth Is Out There… and It Hurts | Pohled z budoucnosti       | James A. Contner   | Zack Estrin a Chris Levinson                                 | 25. listopadu 1998 | 10. listopadu 2000 |
| Prue už nedokáže dál Andymu lhát o tom, že je čarodějka. Odříkává kouzlo pravdy, které ale účinkuje na každého v jejím okolí, včetně Phoebe a Piper. Phoebe má mezitím vidění, ve kterém démon zabije na parkovišti ženu. Za každou cenu chce dívka vraždě zabránit. |           |                                      |                            |                    |                                                              |                    |                    |
| 9 | 9         | The Witch Is Back                    | Návrat čarodějky           | Richard Denault    | Sheryl J. Anderson                                           | 16. prosince 1998  | 13. listopadu 2000 |
| Prue objeví v aukční síni zajímavý medailonek. Netuší ale, že je v něm uvězněn zlý čaroděj, a tak ho nechtěně vypustí na svobodu. Sestry zjistí, že ho tam uvěznila před staletími mocná čarodějka Melinda Warrenová, jejich předkyně a zakladatelka rodu čarodějek. Je jediná, která ví, jak se démona zbavit, a proto ji musí dívky kontaktovat. |           |                                      |                            |                    |                                                              |                    |                    |
| 10 | 10        | Wicca Envy                           | Závist                     | Mel Damski         | Brad Kern a Sheryl J. Anderson                               | 13. ledna 1999     | 14. listopadu 2000 |
| Prue je donucena svým šéfem Rexem, démonem, pomocí kouzla krást, čímž se dostane do vězení, odkud ji Phoebe a Piper vysvobodí. To však nebylo cílem Rexe. Jemu jde o víc, o Moc tří. |           |                                      |                            |                    |                                                              |                    |                    |
| 11 | 11        | Feats of Clay                        | Na hliněných nohou         | Kevin Inch         | Michael Perricone, Greg Elliot, Chris Levinson a Zack Estrin | 20. ledna 1999     | 15. listopadu 2000 |
| Do města přijede bývalý přítel Phoebe, který v Egyptě ukradl vzácnou urnu a kterou nyní potřebuje prodat. Phoebe mu nabídne pomoc a dá urnu Prue, aby ji prodala v aukci. Jak se ale ukáže, urna není pouze kradená, ale i prokletá. |           |                                      |                            |                    |                                                              |                    |                    |
| 12 | 12        | The Wendigo                          | Wendigo                    | James L. Conway    | Edithe Swensen                                               | 3. února 1999      | 16. listopadu 2000 |
| Na Piper zaútočí příšera, která krade lidem srdce. Nezabije ji sice, ale nakazí ji. Případu se chopí i Andy Trudeau, který spolupracuje se zvláštní agentkou. Než se sestry dozví, že je Piper nakažená, je pozdě. Proměnu nedokážou zastavit, a tak se z ní stane wendigo. Jediným způsobem, jak ji zachránit, je najít a zabít původního wendiga, který ji nakazil. Díky ale netuší, že je jím agentka, která spolupracuje s Andym. Do nebezpečí se tak dostane i on, protože je s ní o samotě v lese. |           |                                      |                            |                    |                                                              |                    |                    |
| 13 | 13        | From Fear to Eternity                | Strach                     | Les Sheldon        | Tony Blake a Paul Jackson                                    | 10. února 1999     | 20. listopadu 2000 |
| Je pátek třináctého. Sestry musí čelit démonovi strachu, Barbasovi, který se zjevuje pouze v tento den. Do půlnoci musí zabít 13 čarodějnic, aby se mohl vrátit navždy. Své oběti zabíjí tak, že jejich největší strach promění na skutečnost, až ze strachu zemřou. Jeho cíl je jasný – najít strachy sester a zabít je jimi. |           |                                      |                            |                    |                                                              |                    |                    |
| 14 | 14        | Secrets and Guys                     | Tajemství                  | James A. Contner   | Constance M. Burge a Sheryl J. Anderson                      | 17. února 1999     | 21. listopadu 2000 |
| Mladého chlapce Maxe unesou dva muži, aby jim pomohl loupit. Má totiž magickou schopnost podobnou Prueině telekinezi, díky níž dokáže Prue kontaktovat. Ta ho musí zachránit. Mezitím Phoebe odhalí pravdu o údržbářovi Leovi, který je ve skutečnosti strážným andělem sester. |           |                                      |                            |                    |                                                              |                    |                    |
| 15 | 15        | Is There a Woogy in the House?       | Máme v domě bubáka?        | John T. Kretchmer  | Zack Estrin a Chris Levinson                                 | 24. února 1999     | 22. listopadu 2000 |
| Díky zemětřesení se v sklepě domu Halliwellových objeví v zemi trhlina, z níž se dostane ven nebezpečný stínový démon. Phoebe o jeho existenci tuší, protože si z dětství matně na démona pamatuje; dd té doby měla ze sklepa noční můry. Démon se zaměří právě na Phoebe. Vstoupí do ní a přinutí ji, aby se pokusila zabít své sestry. |           |                                      |                            |                    |                                                              |                    |                    |
| 16 | 16        | Which Prue Is It, Anyway?            | Která Prue ja ta pravá?    | John Behring       | Javier Grillo-Marxuach                                       | 3. března 1999     | 23. listopadu 2000 |
| Po Prue jde démon, kterého sestry nedokážou zničit. Obrátí se tedy na magii pomocí které chtějí znásobit Prueinu sílu. Kouzlo však nevyjde a znásobí dívku samotnou – vytvoří její dva klony. Kouzlo sice nefunguje, jak sestry chtěly, ale i tak se jim podaří démona alespoň zmást. |           |                                      |                            |                    |                                                              |                    |                    |
| 17 | 17        | That '70s Episode                    | Návrat                     | Richard Denault    | Sheryl J. Anderson                                           | 7. dubna 1999      | 24. listopadu 2000 |
| Na sestry útočí démon. Má prsten, díky kterému odolává jejich síle. Jak se ukáže, prsten získal od jejich matky. Jediný způsob, jak ho porazit, je vrátit se do minulosti a zabránit tomu, aby ho od ní získal. Tak se i stane a sestry se setkají se svou babičkou, matkou a dokonce i samy se sebou jako malými dětmi. |           |                                      |                            |                    |                                                              |                    |                    |
| 18 | 18        | When Bad Warlocks Turn Good          | Když se zlo mění v dobro   | Kevin Inch         | Edithe Swensen                                               | 28. dubna 1999     | 27. listopadu 2000 |
| Brendon a jeho bratři mají vytvořit mocnou démonickou trojici,, Brandon ale toto předurčení nepřijímá a chce se stát knězem. Jeho bratři se mu v tom snaží zabránit a za každou cenu ho chtějí zlákat na stranu zla. Prue potká Brandona a snaží se mu pomoci zdolat jeho bratry, protože kdyby se k nim připojil, sestry by stály proti velmi silné trojici démonů. |           |                                      |                            |                    |                                                              |                    |                    |
| 19 | 19        | Out of Sight                         | Naslepo                    | Craig Zisk         | Tony Blake a Paul Jackson                                    | 5. května 1999     | 28. listopadu 2000 |
| Před zrakem Prue unesou v parku zvláštní démoni mladého chlapce. Prue nemůže včas zasáhnout, protože je zaskočena svou novou schopností, díky které může hýbat předměty pouze pohybem rukou. O démonech se dozví více, protože se setká s jejich bývalou obětí, kterou před lety také unesli. Je však slepý a stejný osud čeká i mladého chlapce, pokud však sestry včas nezakročí. |           |                                      |                            |                    |                                                              |                    |                    |
| 20 | 20        | The Power of Two                     | Síla dvou                  | Elodie Keene       | Brad Kern                                                    | 12. května 1999    | 29. listopadu 2000 |
| Piper kvůli práci zamíří do Honolulu. Phoebe má mezitím ve věznici Alcatraz vidění, ve kterém vidí ducha vraha v těle policisty mstít se těm, co ho poslali na smrt. Dívky ho musí zarazit, což vypadá téměř beznadějně; navíc jim chybí třetí sestra. |           |                                      |                            |                    |                                                              |                    |                    |
| 21 | 21        | Love Hurts                           | Láska je zlá               | James Whitmore Jr. | Chris Levinson, Zack Estrin a Javier Grillo-Marxuach         | 19. května 1999    | 30. listopadu 2000 |
| Leo ochraňuje dívku – budoucí světlonošku. Ohrožuje ji temnonoš, který je do ní zamilovaný a chce ji získat za každou cenu. Postřelí Lea jedovatým šípem, který je určen k zabíjení světlonošů. Leo v zoufalé situaci navštíví sestry. Piper ho nechce nechat zemřít, a tak hledá způsob jak ho zachránit. |           |                                      |                            |                    |                                                              |                    |                    |
| 22 | 22        | Déjà Vu All Over Again               | Neúprosná smyčka           | Les Sheldon        | Brad Kern a Constance M. Burge                               | 26. května 1999    | 1. prosince 2000   |
| Po sestrách jde mocný démon Rodriguez. V plánu zničit sestry mu pomáhá démon Tempus, který dokáže vracet čas. Po každém neúspěšném pokusu zabít dívky vrátí čas a Rodriguez se může poučit ze svých chyb. Sestry se mu stále nedaří zničit, a tak se čas stále vrací. To, že sestry prožívají den stále dokola, začne pociťovat Phoebe díky tomu, že její schopnosti jsou soustřeďovány na vidění minulosti a budoucnosti. |           |                                      |                            |                    |                                                              |                    |                    |

### Druhá řada (1999–2000)
Hlavní postavy
- Shannen Doherty jako Prue Halliwellová
- Holly Marie Combs jako Piper Halliwellová
- Alyssa Milano jako Phoebe Halliwellová
- Greg Vaughan jako Dan Gordon
- Dorian Gregory jako Darryl Morris
- Karis Paige Bryant jako Jenny Gordonová
- Brian Krause jako Leo Wyatt

| Č. v seriálu | Č. v řadě | Původní název                        | Český název             | Režie              | Scénář                                  | Premiéra v USA     | Premiéra v ČR  |
| ------------ | --------- | ------------------------------------ | ----------------------- | ------------------ | --------------------------------------- | ------------------ | -------------- |
| 23           | 1         | Witch Trial                          | Zkouška                 | Craig Zisk         | Brad Kern                               | 30. září 1999      | 23. srpna 2002 |
| 24           | 2         | Morality Bites                       | Výčitky svědomí         | John Behring       | Chris Levinson a Zack Estrin            | 7. října 1999      | 26. srpna 2002 |
| 25           | 3         | The Painted World                    | Zakletý obraz           | Kevin Inch         | Constance M. Burge                      | 14. října 1999     | 27. srpna 2002 |
| 26           | 4         | The Devil's Music                    | Ďábelská hudba          | Richard Compton    | David Simkins                           | 21. října 1999     | 28. srpna 2002 |
| 27           | 5         | She's a Man, Baby, a Man!            | Vždyť ona je přece muž! | Martha Mitchell    | Javier Grillo-Marxuach                  | 4. listopadu 1999  | 29. srpna 2002 |
| 28           | 6         | That Old Black Magic                 | Černá magie             | James L. Conway    | Valerie Mayhew a Vivian Mayhew          | 11. listopadu 1999 | 30. srpna 2002 |
| 29           | 7         | They're Everywhere                   | Jsou všude              | Mel Damski         | Sheryl J. Anderson                      | 18. listopadu 1999 | 5. září 2002   |
| 30           | 8         | P3 H2O                               | P3 H2O                  | John Behring       | Chris Levinson a Zack Estrin            | 9. prosince 1999   | 6. září 2002   |
| 31           | 9         | Ms. Hellfire                         | Pekelnice               | Craig Zisk         | Sheryl J. Anderson a Constance M. Burge | 13. ledna 2000     | 9. září 2002   |
| 32           | 10        | Heartbreak City                      | Město zlomených srdcí   | Michael Zinberg    | David Simkins                           | 20. ledna 2000     | 10. září 2002  |
| 33           | 11        | Reckless Abandon                     | Opuštěné dítě           | Craig Zisk         | Javier Grillo-Marxuach                  | 27. ledna 2000     | 11. září 2002  |
| 34           | 12        | Awakened                             | Procitnutí              | Anson Williams     | Valerie Mayhew a Vivian Mayhew          | 3. února 2000      | 12. září 2002  |
| 35           | 13        | Animal Pragmatism                    | Zvířata a lidé          | Don Kurt           | Chris Levinson a Zack Estrin            | 10. února 2000     | 13. září 2002  |
| 36           | 14        | Pardon My Past                       | Hrozba z minulosti      | John Paré          | Michael Gleason                         | 17. února 2000     | 16. září 2002  |
| 37           | 15        | Give Me a Sign                       | Dej mi znamení          | James A. Contner   | Sheryl J. Anderson                      | 24. února 2000     | 17. září 2002  |
| 38           | 16        | Murphy's Luck                        | Štěstí a smůla          | John Behring       | David Simkins                           | 30. března 2000    | 18. září 2002  |
| 39           | 17        | How to Make a Quilt Out of Americans | Zrada                   | Kevin Inch         | Javier Grillo-Marxuach a Robert Masello | 6. dubna 2000      | 19. září 2002  |
| 40           | 18        | Chick Flick                          | Démon filmového plátna  | Michael Schultz    | Zack Estrin a Chris Levinson            | 20. dubna 2000     | 20. září 2002  |
| 41           | 19        | Ex Libris                            | Ex libris               | Joel J. Feigenbaum | námět: Peter Chomsky scénář: Brad Kern  | 27. dubna 2000     | 23. září 2002  |
| 42           | 20        | Astral Monkey                        | Astrální projekce       | Craig Zisk         | David Simkins a Constance M. Burge      | 4. května 2000     | 24. září 2002  |
| 43           | 21        | Apocalypse, Not                      | Ne apokalypsu           | Michael Zinberg    | Sanford Golden a Sheryl J. Anderson     | 11. května 2000    | 25. září 2002  |
| 44           | 22        | Be Careful What You Witch For        | Přej si a bude ti bráno | Shannen Doherty    | Chris Levinson, Zack Estrin a Brad Kern | 18. května 2000    | 26. září 2002  |

### Třetí řada (2000–2001)
Hlavní postavy
- Shannen Doherty jako Prue Halliwellová
- Holly Marie Combs jako Piper Halliwellová
- Alyssa Milano jako Phoebe Halliwellová
- Brian Krause jako Leo Wyatt
- Julian McMahon jako Cole Turner
- Dorian Gregory jako Darryl Morris

| Č. v seriálu | Č. v řadě | Původní název                       | Český název                      | Režie              | Scénář                                                                   | Premiéra v USA     | Premiéra v ČR   |
| ------------ | --------- | ----------------------------------- | -------------------------------- | ------------------ | ------------------------------------------------------------------------ | ------------------ | --------------- |
| 45           | 1         | The Honeymoon's Over                | Po líbánkách                     | James L. Conway    | Brad Kern                                                                | 5. října 2000      | 15. dubna 2004  |
| 46           | 2         | Magic Hour                          | Hodina kouzel                    | John Behring       | Zack Estrin a Chris Levinson                                             | 12. října 2000     | 16. dubna 2004  |
| 47           | 3         | Once Upon a Time                    | Bylo nebylo                      | Joel J. Feigenbaum | Krista Vernoff                                                           | 19. října 2000     | 19. dubna 2004  |
| 48           | 4         | All Halliwell's Eve                 | Halloween sester Halliwellových  | Anson Williams     | Sheryl J. Anderson                                                       | 26. října 2000     | 20. dubna 2004  |
| 49           | 5         | Sight Unseen                        | Neviditelný                      | Perry Lang         | William Schmidt                                                          | 2. listopadu 2000  | 21. dubna 2004  |
| 50           | 6         | Primrose Empath                     | Prokletá empatie                 | Mel Damski         | Daniel Cerone                                                            | 9. listopadu 2000  | 22. dubna 2004  |
| 51           | 7         | Power Outage                        | Výpadek sil                      | Craig Zisk         | Monica Breen a Alison Schapker                                           | 16. listopadu 2000 | 23. dubna 2004  |
| 52           | 8         | Sleuthing with the Enemy            | Stopování s nepřítelem           | Noel Nosseck       | Peter Hume                                                               | 14. prosince 2000  | 26. dubna 2004  |
| 53           | 9         | Coyote Piper                        | Nevděčná Piper                   | Chris Long         | Krista Vernoff                                                           | 11. ledna 2001     | 27. dubna 2004  |
| 54           | 10        | We All Scream for Ice Cream         | Všichni jdeme po zmrzlině        | Allan Kroeker      | Chris Levinson a Zack Estrin                                             | 18. ledna 2001     | 28. dubna 2004  |
| 55           | 11        | Blinded by the Whitelighter         | Smrt si bere světlonošku         | David Straiton     | Nell Scovell                                                             | 25. ledna 2001     | 29. dubna 2004  |
| 56           | 12        | Wrestling with Demons               | Zápas s démony                   | Joel J. Feigenbaum | Sheryl J. Anderson                                                       | 1. února 2001      | 30. dubna 2004  |
| 57           | 13        | Bride and Gloom                     | Nevěsta temnot                   | Chris Long         | William Schmidt                                                          | 8. února 2001      | 3. května 2004  |
| 58           | 14        | The Good, the Bad and the Cursed    | Dobro, zlo a nemrtví             | Shannen Doherty    | Monica Breen a Alison Schapker                                           | 15. února 2001     | 4. května 2004  |
| 59           | 15        | Just Harried                        | Samé trápení                     | Mel Damski         | Daniel Cerone                                                            | 22. února 2001     | 5. května 2004  |
| 60           | 16        | Death Takes a Halliwell             | Smrt si přišla pro Halliwellovou | Jon Paré           | Krista Vernoff                                                           | 15. března 2001    | 6. května 2004  |
| 61           | 17        | Pre-Witched                         | Jak to bylo                      | David Straiton     | Chris Levinson a Zack Estrin                                             | 22. března 2001    | 7. května 2004  |
| 62           | 18        | Sin Francisco                       | Hříšné San Francisco             | Joel J. Feigenbaum | Nell Scovell                                                             | 19. dubna 2001     | 10. května 2004 |
| 63           | 19        | The Demon Who Came in from the Cold | Démon, který přišel z chladu     | Anson Williams     | Sheryl J. Anderson                                                       | 26. dubna 2001     | 11. května 2004 |
| 64           | 20        | Exit Strategy                       | Úniková strategie                | Joel J. Feigenbaum | Peter Hume a Daniel Cerone                                               | 3. května 2001     | 12. května 2004 |
| 65           | 21        | Look Who's Barking                  | Kdopak to štěká                  | John Behring       | námět: Curtis Kheel scénář: Curtis Kheel, Monica Breen a Alison Schapker | 10. května 2001    | 13. května 2004 |
| 66           | 22        | All Hell Breaks Loose               | Rozpoutalo se peklo              | Shannen Doherty    | Brad Kern                                                                | 17. května 2001    | 14. května 2004 |

### Čtvrtá řada (2001–2002)
Hlavní postavy
- Alyssa Milano jako Phoebe Halliwellová
- Rose McGowan jako Paige Matthewsová
- Holly Marie Combs jako Piper Halliwellová
- Brian Krause jako Leo Wyatt
- Julian McMahon jako Cole Turner
- Dorian Gregory jako Darryl Morris

| Č. v seriálu | Č. v řadě | Původní název               | Český název                 | Režie               | Scénář                                   | Premiéra v USA     | Premiéra v ČR   |
| ------------ | --------- | --------------------------- | --------------------------- | ------------------- | ---------------------------------------- | ------------------ | --------------- |
| 67           | 1         | Charmed Again (Part 1)      | Znovu čarodějky (1. část)   | Michael Schultz     | Brad Kern                                | 4. října 2001      | 17. května 2004 |
| 68           | 2         | Charmed Again (Part 2)      | Znovu čarodějky (2. část)   | Michael Schultz     | Brad Kern                                | 4. října 2001      | 18. května 2004 |
| 69           | 3         | Hell Hath No Fury           | Peklo přišlo o fúrii        | Chris Long          | Krista Vernoff                           | 11. října 2001     | 19. května 2004 |
| 70           | 4         | Enter the Demon             | Uveďte démona               | Joel J. Feigenbaum  | Daniel Cerone                            | 18. října 2001     | 20. května 2004 |
| 71           | 5         | Size Matters                | Jde o velikost              | Noel Nosseck        | Nell Scovell                             | 25. října 2001     | 21. května 2004 |
| 72           | 6         | A Knight to Remember        | Nezapomenutelný rytíř       | David Straiton      | Alison Schapker a Monica Breen           | 1. listopadu 2001  | 24. května 2004 |
| 73           | 7         | Brain Drain                 | Vymývání mozku              | John Behring        | Curtis Kheel                             | 8. listopadu 2001  | 25. května 2004 |
| 74           | 8         | Black as Cole               | Černý jako Cole             | Les Landau          | Abbey Campbell, Brad Kern a Nell Scovell | 15. listopadu 2001 | 26. května 2004 |
| 75           | 9         | Muse to My Ears             | Polibek múzy                | Joel J. Feigenbaum  | Krista Vernoff                           | 13. prosince 2001  | 27. května 2004 |
| 76           | 10        | A Paige from the Past       | Paige z minulosti           | James L. Conway     | Daniel Cerone                            | 17. ledna 2002     | 28. května 2004 |
| 77           | 11        | Trial by Magic              | Pod vlivem magie            | Chip Scott Laughlin | Michael Gleason                          | 24. ledna 2002     | 31. května 2004 |
| 78           | 12        | Lost and Bound              | Ztraceno a spoutáno         | Noel Nosseck        | Nell Scovell                             | 31. ledna 2002     | 1. června 2004  |
| 79           | 13        | Charmed and Dangerous       | Čarovné a nebezpečné        | Jon Paré            | Alison Schapker a Monica Breen           | 7. února 2002      | 2. června 2004  |
| 80           | 14        | The Three Faces of Phoebe   | Tři podoby Phoebe           | Joel J. Feigenbaum  | Curtis Kheel                             | 14. února 2002     | 3. června 2004  |
| 81           | 15        | Marry-Go-Round              | Svatební kolotoč            | Chris Long          | Daniel Cerone                            | 14. března 2002    | 4. června 2004  |
| 82           | 16        | The Fifth Halliwell         | Páté kolo u vozu            | David Straiton      | Krista Vernoff                           | 21. března 2002    | 7. června 2004  |
| 83           | 17        | Saving Private Leo          | Zachraňte vojína Lea        | John Behring        | Daniel Cerone a Doug E. Jones            | 28. března 2002    | 8. června 2004  |
| 84           | 18        | Bite Me                     | Kousni mě                   | John T. Kretchmer   | Curtis Kheel                             | 18. dubna 2002     | 9. června 2004  |
| 85           | 19        | We're Off to See the Wizard | Jsme na návštěvě u čaroděje | Timothy Lonsdale    | Alison Schapker a Monica Breen           | 25. dubna 2002     | 10. června 2004 |
| 86           | 20        | Long Live the Queen         | Ať žije královna            | Jon Paré            | Krista Vernoff                           | 2. května 2002     | 11. června 2004 |
| 87           | 21        | Womb Raider                 | Prokleté těhotenství        | Mel Damski          | Daniel Cerone                            | 9. května 2002     | 14. června 2004 |
| 88           | 22        | Witch Way Now?              | A kam teď?                  | Brad Kern           | Brad Kern                                | 16. května 2002    | 15. června 2004 |

### Pátá řada (2002–2003)
Hlavní postavy
- Alyssa Milano jako Phoebe Halliwellová
- Rose McGowan jako Paige Matthewsová
- Holly Marie Combs jako Piper Halliwellová
- Brian Krause jako Leo Wyatt
- Julian McMahon jako Cole Turner
- Dorian Gregory jako Darryl Morris

| Č. v seriálu | Č. v řadě | Původní název                       | Český název                     | Režie                               | Scénář                                                     | Premiéra v USA     | Premiéra v ČR      |
| ------------ | --------- | ----------------------------------- | ------------------------------- | ----------------------------------- | ---------------------------------------------------------- | ------------------ | ------------------ |
| 89           | 1         | A Witch's Tail (Part 1)             | Malá mořská čarodějka (1. část) | James L. Conway                     | Daniel Cerone                                              | 22. září 2002      | 5. listopadu 2004  |
| 90           | 2         | A Witch's Tail (Part 2)             | Malá mořská čarodějka (2. část) | Mel Damski                          | Monica Breen a Alison Schapker                             | 22. září 2002      | 8. listopadu 2004  |
| 91           | 3         | Happily Ever After                  | A pak žili šťastně…             | John T. Kretchmer                   | Curtis Kheel                                               | 29. září 2002      | 9. listopadu 2004  |
| 92           | 4         | Siren's Song                        | Zpěv sirény                     | Joel J. Feigenbaum                  | Krista Vernoff                                             | 6. října 2002      | 10. listopadu 2004 |
| 93           | 5         | Witches in Tights                   | Čarodějky v trikotech           | David Straiton                      | Mark Wilding                                               | 13. října 2002     | 11. listopadu 2004 |
| 94           | 6         | The Eyes Have It                    | Je to v očích                   | James Marshall                      | Laurie Parres                                              | 20. října 2002     | 12. listopadu 2004 |
| 95           | 7         | Sympathy for the Demon              | Pomoc pro démona                | Stuart Gillard                      | Henry Alonso Myers                                         | 3. listopadu 2002  | 15. listopadu 2004 |
| 96           | 8         | A Witch in Time                     | Co se má stát, stane se         | John Behring                        | Daniel Cerone                                              | 10. listopadu 2002 | 16. listopadu 2004 |
| 97           | 9         | Sam, I Am                           | Jsem Sam                        | Joel J. Feigenbaum                  | Alison Schapker a Monica Breen                             | 17. listopadu 2002 | 18. listopadu 2004 |
| 98           | 10        | Y Tu Mummy Tambien The Mummy's Tomb | Trable s mumií                  | Chris Long                          | Curtis Kheel                                               | 5. ledna 2003      | 19. listopadu 2004 |
| 99           | 11        | The Importance of Being Phoebe      | Jak je důležité míti Phoebe     | Derek Johansen                      | Krista Vernoff                                             | 12. ledna 2003     | 22. listopadu 2004 |
| 100          | 12        | Centennial Charmed                  | Sté narozeniny                  | James L. Conway                     | Brad Kern                                                  | 19. ledna 2003     | 23. listopadu 2004 |
| 101          | 13        | House Call                          | Lidské slabosti                 | Jon Paré                            | Henry Alonso Myers                                         | 2. února 2003      | 24. listopadu 2004 |
| 102          | 14        | Sand Francisco Dreamin'             | Dobrou noc                      | John T. Kretchmer                   | Alison Schapker a Monica Breen                             | 9. února 2003      | 25. listopadu 2004 |
| 103          | 15        | The Day the Magic Died              | Den, kdy magie zmizela          | Stuart Gillard                      | Daniel Cerone                                              | 16. února 2003     | 26. listopadu 2004 |
| 104          | 16        | Baby's First Demon                  | Chlapečkův první démon          | John T. Kretchmer                   | Krista Vernoff                                             | 30. března 2003    | 29. listopadu 2004 |
| 105          | 17        | Lucky Charmed                       | Štěstí pro čarodějky            | Roxann Dawson                       | Curtis Kheel                                               | 6. dubna 2003      | 30. listopadu 2004 |
| 106          | 18        | Cat House                           | Kočičí dům                      | James L. Conway                     | Brad Kern                                                  | 13. dubna 2003     | 1. prosince 2004   |
| 107          | 19        | Nymphs Just Wanna Have Fun          | Pramen věčnosti                 | Mel Damski                          | Andrea Stevens a Doug E. Jones                             | 20. dubna 2003     | 2. prosince 2004   |
| 108          | 20        | Sense and Sense Ability             | Nevidím, neslyším, nemluvím     | Stewart Schill a Joel J. Feigenbaum | Brian Krause, Ed Bokinskie, Daniel Cerone a Krista Vernoff | 27. dubna 2003     | 3. prosince 2004   |
| 109          | 21        | Necromancing the Stone              | Velká láska Penny Halliwellové  | Jon Paré                            | Henry Alonso Myers, Alison Schapker a Monica Breen         | 4. května 2003     | 6. prosince 2004   |
| 110          | 22        | Oh My Goddess (Part 1)              | Bitva s Titány (1. část)        | Jonathan West                       | Krista Vernoff a Curtis Kheel                              | 11. května 2003    | 7. prosince 2004   |
| 111          | 23        | Oh My Goddess (Part 2)              | Bitva s Titány (2. část)        | Joel J. Feigenbaum                  | Daniel Cerone                                              | 11. května 2003    | 8. prosince 2004   |

### Šestá řada (2003–2004)
Hlavní postavy
- Alyssa Milano jako Phoebe Halliwellová
- Rose McGowan jako Paige Matthewsová
- Holly Marie Combs jako Piper Halliwellová
- Brian Krause jako Leo Wyatt
- Drew Fuller jako Chris Halliwell
- Dorian Gregory jako Darryl Morris

| Č. v seriálu | Č. v řadě | Původní název                            | Český název                   | Režie              | Scénář                      | Premiéra v USA     | Premiéra v ČR     |
| ------------ | --------- | ---------------------------------------- | ----------------------------- | ------------------ | --------------------------- | ------------------ | ----------------- |
| 112          | 1         | Valhalley of the Dolls (Part 1)          | Valkýry z Vallhaly (1. část)  | James L. Conway    | Brad Kern                   | 28. září 2003      | 9. prosince 2004  |
| 113          | 2         | Valhalley of the Dolls (Part 2)          | Valkýry z Vallhaly (2. část)  | James L. Conway    | Brad Kern                   | 28. září 2003      | 10. prosince 2004 |
| 114          | 3         | Forget Me… Not                           | Nezapomeň na mne              | John T. Kretchmer  | Henry Alonso Myers          | 5. října 2003      | 13. prosince 2004 |
| 115          | 4         | The Power of Three Blondes               | Tři blondýnky                 | John Behring       | Daniel Cerone               | 12. října 2003     | 14. prosince 2004 |
| 116          | 5         | Love's a Witch                           | Láska je mocná čarodějka      | Stuart Gillard     | Jeannine Renshaw            | 19. října 2003     | 15. prosince 2004 |
| 117          | 6         | My Three Witches                         | Mé tři čarodějky              | Joel J. Feigenbaum | Scott Lipsey a Whip Lipsey  | 26. října 2003     | 16. prosince 2004 |
| 118          | 7         | Soul Survivor                            | Duše v ohrožení               | Mel Damski         | Curtis Kheel                | 2. listopadu 2003  | 17. prosince 2004 |
| 119          | 8         | Sword and the City                       | Meč ve městě                  | Derek Johansen     | David Simkins               | 9. listopadu 2003  | 20. prosince 2004 |
| 120          | 9         | Little Monsters                          | Malí čertíci                  | James L. Conway    | Julie Hess                  | 16. listopadu 2003 | 21. prosince 2004 |
| 121          | 10        | Chris-Crossed                            | Chris v pasti                 | Joel J. Feigenbaum | Cameron Litvack             | 23. listopadu 2003 | 22. prosince 2004 |
| 122          | 11        | Witchstock                               | Léto lásky                    | James A. Contner   | Daniel Cerone               | 11. ledna 2004     | 3. ledna 2005     |
| 123          | 12        | Prince Charmed                           | Dokonalý muž                  | David Jackson      | Henry Alonso Myers          | 18. ledna 2004     | 4. ledna 2005     |
| 124          | 13        | Used Karma                               | Karma z druhé ruky            | John T. Kretchmer  | Jeannine Renshaw            | 25. ledna 2004     | 5. ledna 2005     |
| 125          | 14        | The Legend of Sleepy Halliwell           | Události v magické škole      | Jon Paré           | Cameron Litvack             | 8. února 2004      | 6. ledna 2005     |
| 126          | 15        | I Dream of Phoebe                        | Sním o Phoebe                 | John T. Kretchmer  | Curtis Kheel                | 15. února 2004     | 7. ledna 2005     |
| 127          | 16        | The Courtship of Wyatt's Father          | Námluvy Wyattova otce         | Joel J. Feigenbaum | Brad Kern                   | 22. února 2004     | 10. ledna 2005    |
| 128          | 17        | Hyde School Reunion                      | Školní sraz po létech         | Jonathan West      | David Simkins               | 14. března 2004    | 11. ledna 2005    |
| 129          | 18        | Spin City                                | Pavoučí démonka               | Mel Damski         | Andy Reaser a Doug E. Jones | 18. dubna 2004     | 12. ledna 2005    |
| 130          | 19        | Crimes and Witch Demeanors               | Tribunál                      | John T. Kretchmer  | Henry Alonso Myers          | 25. dubna 2004     | 13. ledna 2005    |
| 131          | 20        | A Wrong Day's Journey into Right         | Perný den                     | Derek Johansen     | Cameron Litvack             | 2. května 2004     | 14. ledna 2005    |
| 132          | 21        | Witch Wars                               | Čaroklání                     | David Jackson      | Krista Vernoff              | 9. května 2004     | 17. ledna 2005    |
| 133          | 22        | It's a Bad, Bad, Bad, Bad World (Part 1) | Špatný, špatný svět (1. část) | Jon Paré           | Jeannine Renshaw            | 16. května 2004    | 18. ledna 2005    |
| 134          | 23        | It's a Bad, Bad, Bad, Bad World (Part 2) | Špatný, špatný svět (2. část) | Jon Paré           | Curtis Kheel                | 16. května 2004    | 19. ledna 2005    |

### Sedmá řada (2004–2005)
Hlavní postavy
- Alyssa Milano jako Phoebe Halliwellová
- Rose McGowan jako Paige Matthewsová
- Holly Marie Combs jako Piper Halliwellová
- Brian Krause jako Leo Wyatt
- Dorian Gregory jako Darryl Morris

| Č. v seriálu | Č. v řadě | Původní název                   | Český název                           | Režie              | Scénář                                          | Premiéra v USA     | Premiéra v ČR     |
| ------------ | --------- | ------------------------------- | ------------------------------------- | ------------------ | ----------------------------------------------- | ------------------ | ----------------- |
| 135          | 1         | A Call to Arms                  | Volání do zbraně                      | James L. Conway    | Brad Kern                                       | 12. září 2004      | 18. prosince 2007 |
| 136          | 2         | The Bare Witch Project          | Prostý čarodějnický plán              | John T. Kretchmer  | Jeannine Renshaw                                | 19. září 2004      | 19. prosince 2007 |
| 137          | 3         | Cheaper by the Coven            | Démon v sobě                          | Derek Johansen     | Mark Wilding                                    | 26. září 2004      | 20. prosince 2007 |
| 138          | 4         | Charrrmed!                      | Čarodějky a piráti                    | Mel Damski         | Cameron Litvack                                 | 3. října 2004      | 21. prosince 2007 |
| 139          | 5         | Styx Feet Under                 | Cesty do záhrobí                      | Christopher Leitch | Henry Alonso Myers                              | 10. října 2004     | 2. ledna 2008     |
| 140          | 6         | Once in a Blue Moon             | Když vyjde modrý měsíc                | John T. Kretchmer  | Debra J. Fisher a Erica Messer                  | 17. října 2004     | 3. ledna 2008     |
| 141          | 7         | Someone to Witch over Me        | Andělé a ti druzí                     | Jon Paré           | Rob Wright                                      | 31. října 2004     | 4. ledna 2008     |
| 142          | 8         | Charmed Noir                    | Mafie magie                           | Michael Grossman   | Curtis Kheel                                    | 14. listopadu 2004 | 7. ledna 2008     |
| 143          | 9         | There's Something About Leo     | Leovi se něco stalo                   | Derek Johansen     | Natalie Antoci a Scott Lipsey                   | 21. listopadu 2004 | 8. ledna 2008     |
| 144          | 10        | Witchness Protection            | Program na ochranu čarodějek          | David Jackson      | Jeannine Renshaw                                | 28. listopadu 2004 | 9. ledna 2008     |
| 145          | 11        | Ordinary Witches                | Obyčejné čarodějky                    | Jonathan West      | Mark Wilding                                    | 16. ledna 2005     | 10. ledna 2008    |
| 146          | 12        | Extreme Makeover: World Edition | Celosvětová změna (1. část)           | LeVar Burton       | Cameron Litvack                                 | 23. ledna 2005     | 11. ledna 2008    |
| 147          | 13        | Charmageddon                    | Konec utopie (2. část)                | John T. Kretchmer  | Henry Alonso Myers                              | 30. ledna 2005     | 14. ledna 2008    |
| 148          | 14        | Carpe Demon                     | Nový učitel                           | Stuart Gillard     | Curtis Kheel                                    | 13. února 2005     | 15. ledna 2008    |
| 149          | 15        | Show Ghouls                     | Démon z kabaretu                      | Mel Damski         | Rob Wright, Debra J. Fisher a Erica Messer      | 20. února 2005     | 16. ledna 2008    |
| 150          | 16        | The Seven Year Witch            | Slaměná vdova                         | Michael Grossman   | Jeannine Renshaw                                | 10. dubna 2005     | 17. ledna 2008    |
| 151          | 17        | Scry Hard                       | Démoni v domě                         | Derek Johansen     | Andy Reaser a Doug E. Jones                     | 17. dubna 2005     | 18. ledna 2008    |
| 152          | 18        | Little Box of Horrors           | Skříňka hrůz                          | Jon Paré           | Cameron Litvack                                 | 24. dubna 2005     | 21. ledna 2008    |
| 153          | 19        | Freaky Phoebe                   | Výměna duší                           | Michael Grossman   | Mark Wilding                                    | 1. května 2005     | 22. ledna 2008    |
| 154          | 20        | Imaginary Fiends                | Imaginární přátelé                    | Jonathan West      | Henry Alonso Myers                              | 8. května 2005     | 23. ledna 2008    |
| 155          | 21        | Death Becomes Them              | Smrt jim sluší (1. část)              | John T. Kretchmer  | Curtis Kheel                                    | 15. května 2005    | 24. ledna 2008    |
| 156          | 22        | Something Wicca This Way Goes   | Děje se tu cosi čarodějného (2. část) | James L. Conway    | námět: Rob Wright a Brad Kern scénář: Brad Kern | 22. května 2005    | 25. ledna 2008    |

### Osmá řada (2005–2006)
Hlavní postavy
- Alyssa Milano jako Phoebe Halliwellová
- Rose McGowan jako Paige Matthewsová
- Holly Marie Combs jako Piper Halliwellová
- Kaley Cuoco jako Billie Jenkinsová
- Brian Krause jako Leo Wyatt

| Č. v seriálu | Č. v řadě | Původní název                  | Český název              | Režie                | Scénář                      | Premiéra v USA     | Premiéra v ČR  |
| ------------ | --------- | ------------------------------ | ------------------------ | -------------------- | --------------------------- | ------------------ | -------------- |
| 157          | 1         | Still Charmed & Kicking        | Nový život               | James L. Conway      | Brad Kern                   | 25. září 2005      | 28. ledna 2008 |
| 158          | 2         | Malice in Wonderland           | Znamení                  | Mel Damski           | Brad Kern                   | 2. října 2005      | 29. ledna 2008 |
| 159          | 3         | Run, Piper, Run                | Piper na útěku           | Derek Johansen       | Cameron Litvack             | 9. října 2005      | 30. ledna 2008 |
| 160          | 4         | Desperate Housewitches         | Zoufalé čarodějky        | Jon Paré             | Jeannine Renshaw            | 16. října 2005     | 31. ledna 2008 |
| 161          | 5         | Rewitched                      | Znovu v akci             | John Kretchmer       | Rob Wright                  | 23. října 2005     | 1. února 2008  |
| 162          | 6         | Kill Billie Vol. 1             | Billie a její sestra     | Michael Grossman     | Elizabeth Hunter            | 30. října 2005     | 4. února 2008  |
| 163          | 7         | The Lost Picture Show          | Ztraceni ve fotografiích | Jonathan West        | Doug E. Jones a Andy Reaser | 6. listopadu 2005  | 5. února 2008  |
| 164          | 8         | Battle of the Hexes            | Souboj kouzel            | LeVar Burton         | Jeannine Renshaw            | 13. listopadu 2005 | 6. února 2008  |
| 165          | 9         | Hulkus Pocus                   | Holkus pokus             | Joel F. Feigenbaum   | Liz Sagal                   | 20. listopadu 2005 | 7. února 2008  |
| 166          | 10        | Vaya Con Leos                  | Sbohem, Leo              | Janice Cooke Leonard | Cameron Litvack             | 27. listopadu 2005 | 8. února 2008  |
| 167          | 11        | Mr. & Mrs. Witch               | Pan a paní Čarodějovi    | James L. Conway      | Rob Wright                  | 8. ledna 2006      | 11. února 2008 |
| 168          | 12        | Payback's a Witch              | Pomsta se nevyplácí      | Mel Damski           | Brad Kern                   | 15. ledna 2006     | 12. února 2008 |
| 169          | 13        | Repo Manor                     | Domek pro panenky        | Derek Johansen       | Doug E. Jones               | 22. ledna 2006     | 13. února 2008 |
| 170          | 14        | 12 Angry Zen                   | 12 rozhněvaných mnichů   | Jon Paré             | Cameron Litvack             | 12. února 2006     | 14. února 2008 |
| 171          | 15        | The Last Temptation of Christy | Britský nápadník         | John Kretchmer       | Liz Sagal a Rick Muirragui  | 19. února 2006     | 15. února 2008 |
| 172          | 16        | Engaged and Confused           | Zasnoubeni a zmateni     | Stuart Gillard       | Jeannine Renshaw            | 26. února 2006     | 18. února 2008 |
| 173          | 17        | Generation Hex                 | Čáry mladé generace      | Michael Grossman     | Rob Wright                  | 16. dubna 2006     | 19. února 2008 |
| 174          | 18        | The Torn Identity              | Narušená identita        | LeVar Burton         | Andy Reaser                 | 23. dubna 2006     | 20. února 2008 |
| 175          | 19        | The Jung and the Restless      | Neklidné sny             | Derek Johansen       | Cameron Litvack             | 30. dubna 2006     | 21. února 2008 |
| 176          | 20        | Gone with the Witches          | Zrazené a opuštěné       | Jonathan West        | Jeannine Renshaw            | 7. května 2006     | 22. února 2008 |
| 177          | 21        | Kill Billie Vol. 2             | Kill Billie              | Jon Paré             | Brad Kern                   | 14. května 2006    | 25. února 2008 |
| 178          | 22        | Forever Charmed                | Čarodějky navždy         | James L. Conway      | Brad Kern                   | 21. května 2006    | 26. února 2008 |